# Jacques Roulot
Pour les articles homonymes, voir Roulot.
Jacques Roulot, né le 18 novembre 1933 dans le 14e arrondissement de Paris et mort le 15 février 2002 à Montpellier, est un escrimeur français.

## Carrière
Il remporte la médaille de bronze en sabre par équipe aux Championnats du monde 1954 à Luxembourg.
Il est sacré champion de France au sabre en 1957 et en 1963.
Il participe aux Jeux olympiques d'été de 1956 à Melbourne et aux Jeux olympiques d'été de 1960 à Rome, sans obtenir de podium